# Orithrepta
Orithrepta este un gen de molii din familia Lymantriinae.